# 中国球针壳
中国球针壳（学名：Phyllactinia sinensis）是属于白粉菌目白粉菌科球针壳属的一种真菌，寄生在梧桐上。该种分布于中国。其种加词“sinensis”意为“中华的”。